# Eurolega 2012-2013
L'Eurolega 2012-2013 è stata la 48ª edizione (la 6ª con la denominazione attuale) della massima competizione europea. Il torneo è iniziato il 9 novembre 2012 e si è concluso il 2 giugno 2013 con la final four alla Dragão Caixa di Porto, in Portogallo.
A vincere il trofeo è stato il Benfica, al primo successo nella manifestazione, che ha battuto in finale il Porto. I portoghesi hanno ottenuto la possibilità di sfidare i vincitori della Coppa CERS 2012-2013 nella Coppa Continentale 2013-2014.
Il Liceo La Coruña era campione in carica, dopo aver vinto per la sesta volta la competizione nella precedente edizione.

## Formula

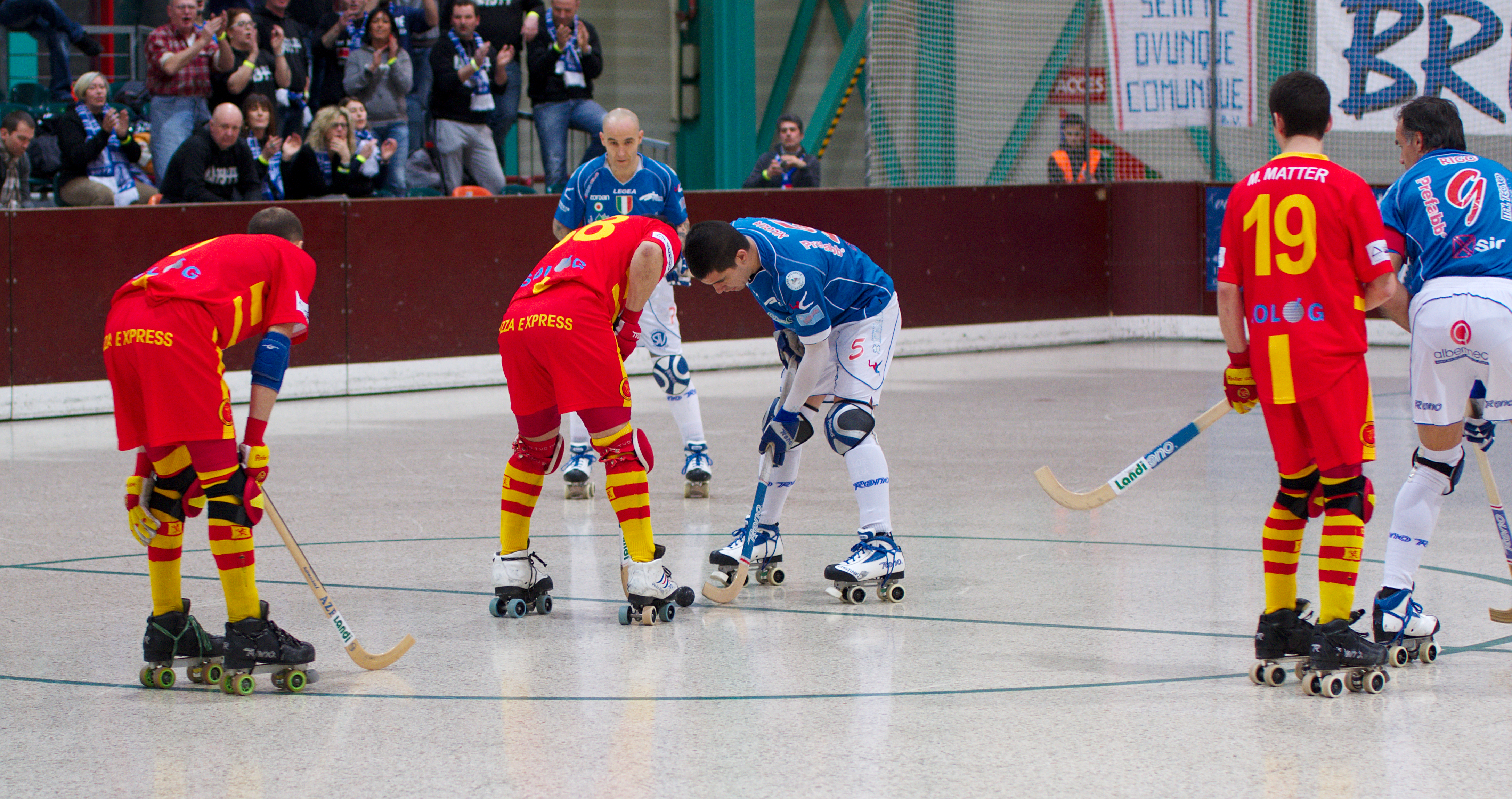
Una fase di gioco dell'incontro disputato fra Ginevra e Marzotto Valdagno.

In questa stagione la competizione cambiò leggermente il formato. Nella prima fase i sedici club partecipanti vennero divisi in quattro gruppi da quattro squadre ciascuno i quali vennero disputati tramite la formula del girone all'italiana con gare di andata e ritorno. Le prime due classificate si qualificarono direttamente per i quarti di finale che vennero disputati tramite l'eliminazione diretta con gare di andata e ritorno. Le vincitrici si qualificarono per le final four in sede unica sempre giocate con la formula dell'eliminazione diretta in due turni e cioè semifinali e finale.

## Date
| Fase                 | Turno            | Andata           | Ritorno          |
| -------------------- | ---------------- | ---------------- | ---------------- |
| Fase a gironi        | Prima giornata   | 10 novembre 2012 | 10 novembre 2012 |
| Fase a gironi        | Seconda giornata | 24 novembre 2012 | 24 novembre 2012 |
| Fase a gironi        | Terza giornata   | 15 dicembre 2012 | 15 dicembre 2012 |
| Fase a gironi        | Quarta giornata  | 19 gennaio 2013  | 19 gennaio 2013  |
| Fase a gironi        | Quinta giornata  | 17 febbraio 2013 | 17 febbraio 2013 |
| Fase a gironi        | Sesta giornata   | 16 marzo 2013    | 16 marzo 2013    |
| Eliminazione diretta | Quarti di finale | 20 aprile 2013   | 11 maggio 2013   |
| Final Four           | Semifinali       | 1º giugno 2013   | 1º giugno 2013   |
| Final Four           | Finale           | 2 giugno 2013    | 2 giugno 2013    |

## Squadre partecipanti
| Nazione    | Club              | Città                | Qualificazione                                                |
| ---------- | ----------------- | -------------------- | ------------------------------------------------------------- |
| Francia    | Quévert           | Quévert              | 1º in Nationale 1 2011-2012, campione di Francia              |
| Francia    | SCRA Saint-Omer   | Saint-Omer           | 2º in Nationale 1 2011-2012                                   |
| Germania   | Cronenberg        | Wuppertal            |                                                               |
| Italia     | Amatori Lodi      | Lodi                 | 1º in Serie A1 2011-2012, semifinale dei play-off             |
| Italia     | CGC Viareggio     | Viareggio            | 2º in Serie A1 2011-2012, finale dei play-off                 |
| Italia     | Marzotto Valdagno | Valdagno             | 4º in Serie A1 2011-2012, vince i play-off, campione d'Italia |
| Portogallo | Benfica           | Lisbona              | 1º in 1ª Divisão 2011-2012, campione del Portogallo           |
| Portogallo | Candelária        | Madalena             | 3º in 1ª Divisão 2011-2012                                    |
| Portogallo | Oliveirense       | Oliveira de Azeméis  | 4º in 1ª Divisão 2011-2012                                    |
| Portogallo | Porto             | Porto                | 2º in 1ª Divisão 2011-2012                                    |
| Spagna     | Barcellona        | Barcellona           | 1º in OK Liga 2011-2012, campione di Spagna                   |
| Spagna     | Igualada          | Igualada             | 4º in OK Liga 2011-2012                                       |
| Spagna     | Liceo La Coruña   | La Coruña            | Campione d'Europa in carica e 2º in OK Liga 2011-2012         |
| Spagna     | Noia              | Sant Sadurní d'Anoia | 3º in OK Liga 2011-2012                                       |
| Spagna     | Reus Deportiu     | Reus                 | 5º in OK Liga 2011-2012                                       |
| Svizzera   | Ginevra           | Ginevra              |                                                               |

## Risultati

### Fase a gironi

#### Girone A
| Squadra    | Pt | G | V | N | P | GF | GS | DG |
| ---------- | -- | - | - | - | - | -- | -- | -- |
| Barcellona | 14 | 6 | 4 | 2 | 0 | 19 | 11 | +8 |
| Igualada   | 10 | 6 | 3 | 1 | 2 | 18 | 15 | +3 |
| Candelária | 5  | 6 | 1 | 2 | 3 | 15 | 18 | -3 |
| Quévert    | 4  | 6 | 1 | 1 | 4 | 18 | 26 | -8 |

| Barcellona 9 novembre 2012 1ª giornata | Barcellona | 1 – 1 | Igualada | Palau Blaugrana |

| Madalena 10 novembre 2012 1ª giornata | Candelária | 1 – 3 | Quévert | Pavilhão da Candelária |

| Igualada 24 novembre 2012 2ª giornata | Igualada | 3 – 2 | Candelária | Poliesportiu Les Comes |

| Dinan 24 novembre 2012 2ª giornata | Quévert | 2 – 5 | Barcellona | Salle Némée |

| Madalena 15 dicembre 2012 3ª giornata | Candelária | 3 – 3 | Barcellona | Pavilhão da Candelária |

| Dinan 15 dicembre 2012 3ª giornata | Quévert | 4 – 6 | Igualada | Salle Némée |

| Barcellona 18 gennaio 2013 4ª giornata | Barcellona | 5 – 3 | Candelária | Palau Blaugrana |

| Igualada 19 gennaio 2013 4ª giornata | Igualada | 7 – 4 | Quévert | Poliesportiu Les Comes |

| Dinan 16 febbraio 2013 5ª giornata | Quévert | 3 – 3 | Candelária | Salle Némée |

| Igualada 17 febbraio 2013 5ª giornata | Igualada | 0 – 1 | Barcellona | Poliesportiu Les Comes |

| Barcellona 16 marzo 2013 6ª giornata | Barcellona | 4 – 2 | Quévert | Palau Blaugrana |

| Madalena 16 marzo 2013 6ª giornata | Candelária | 3 – 1 | Igualada | Pavilhão da Candelária |

#### Girone B
| Squadra         | Pt | G | V | N | P | GF | GS | DG  |
| --------------- | -- | - | - | - | - | -- | -- | --- |
| Porto           | 13 | 6 | 4 | 1 | 1 | 34 | 23 | +11 |
| Noia            | 10 | 6 | 3 | 1 | 2 | 17 | 15 | +2  |
| Amatori Lodi    | 8  | 6 | 2 | 2 | 2 | 28 | 24 | +4  |
| SCRA Saint-Omer | 2  | 6 | 0 | 2 | 4 | 19 | 36 | -17 |

| Lodi 10 novembre 2012 1ª giornata | Amatori Lodi | 2 – 4 | Porto | PalaCastellotti |

| Sant Sadurní d'Anoia 10 novembre 2012 1ª giornata | Noia | 2 – 2 | SCRA Saint-Omer | Pavelló Olímpic de l'Ateneu Agrícola |

| Porto 24 novembre 2012 2ª giornata | Porto | 6 – 4 | Noia | Dragão Caixa |

| Saint-Omer 24 novembre 2012 2ª giornata | SCRA Saint-Omer | 6 – 6 | Amatori Lodi | Salle des Sports du Brockus |

| Lodi 15 dicembre 2012 3ª giornata | Amatori Lodi | 1 – 0 | Noia | PalaCastellotti |

| Porto 15 dicembre 2012 3ª giornata | Porto | 8 – 4 | SCRA Saint-Omer | Dragão Caixa |

| Sant Sadurní d'Anoia 19 gennaio 2013 4ª giornata | Noia | 5 – 3 | Amatori Lodi | Pavelló Olímpic de l'Ateneu Agrícola |

| Saint-Omer 19 gennaio 2013 4ª giornata | SCRA Saint-Omer | 3 – 8 | Porto | Salle des Sports du Brockus |

| Porto 17 febbraio 2013 5ª giornata | Porto | 6 – 6 | Amatori Lodi | Dragão Caixa |

| Saint-Omer 17 febbraio 2013 5ª giornata | SCRA Saint-Omer | 1 – 2 | Noia | Salle des Sports du Brockus |

| Lodi 16 marzo 2013 6ª giornata | Amatori Lodi | 10 – 3 | SCRA Saint-Omer | PalaCastellotti |

| Sant Sadurní d'Anoia 16 marzo 2013 6ª giornata | Noia | 4 – 2 | Porto | Pavelló Olímpic de l'Ateneu Agrícola |

#### Girone C
| Squadra       | Pt | G | V | N | P | GF | GS | DG  |
| ------------- | -- | - | - | - | - | -- | -- | --- |
| Benfica       | 13 | 6 | 4 | 1 | 1 | 35 | 17 | +18 |
| Reus Deportiu | 12 | 6 | 4 | 0 | 2 | 32 | 26 | +6  |
| CGC Viareggio | 10 | 6 | 3 | 1 | 2 | 34 | 25 | +9  |
| Cronenberg    | 0  | 6 | 0 | 0 | 6 | 17 | 50 | -33 |

| Lisbona 10 novembre 2012 1ª giornata | Benfica | 7 – 1 | Reus Deportiu | Pavilhão da Luz Nº 1 |

| Viareggio 10 novembre 2012 1ª giornata | CGC Viareggio | 7 – 3 | Cronenberg | PalaBarsacchi |

| Wuppertal 24 novembre 2012 2ª giornata | Cronenberg | 3 – 5 | Benfica | Alfred-Henckels-Halle |

| Reus 24 novembre 2012 2ª giornata | Reus Deportiu | 7 – 4 | CGC Viareggio | Pavelló Olímpic de Reus |

| Lisbona 15 dicembre 2012 3ª giornata | Benfica | 4 – 4 | CGC Viareggio | Pavilhão da Luz Nº 1 |

| Reus 15 dicembre 2012 3ª giornata | Reus Deportiu | 11 – 3 | Cronenberg | Pavelló Olímpic de Reus |

| Viareggio 19 gennaio 2013 4ª giornata | CGC Viareggio | 2 – 4 | Benfica | PalaBarsacchi |

| Wuppertal 19 gennaio 2013 4ª giornata | Cronenberg | 1 – 6 | Reus Deportiu | Alfred-Henckels-Halle |

| Wuppertal 17 febbraio 2013 5ª giornata | Cronenberg | 4 – 9 | CGC Viareggio | Alfred-Henckels-Halle |

| Reus 17 febbraio 2013 5ª giornata | Reus Deportiu | 4 – 3 | Benfica | Pavelló Olímpic de Reus |

| Lisbona 16 marzo 2013 6ª giornata | Benfica | 12 – 3 | Cronenberg | Pavilhão da Luz Nº 1 |

| Viareggio 16 marzo 2013 6ª giornata | CGC Viareggio | 8 – 3 | Reus Deportiu | PalaBarsacchi |

#### Girone D
| Squadra           | Pt | G | V | N | P | GF | GS | DG  |
| ----------------- | -- | - | - | - | - | -- | -- | --- |
| Marzotto Valdagno | 16 | 6 | 5 | 1 | 0 | 40 | 22 | +18 |
| Liceo La Coruña   | 10 | 6 | 3 | 1 | 2 | 33 | 26 | +7  |
| Oliveirense       | 9  | 6 | 3 | 0 | 3 | 37 | 32 | +5  |
| Ginevra           | 0  | 6 | 0 | 0 | 6 | 18 | 48 | -30 |

| Valdagno 10 novembre 2012 1ª giornata | Marzotto Valdagno | 7 – 5 | Ginevra | Palalido |

| Oliveira de Azeméis 10 novembre 2012 1ª giornata | Oliveirense | 6 – 5 | Liceo La Coruña | Pavilhão Dr. Salvador Machado |

| Ginevra 24 novembre 2012 2ª giornata | Ginevra | 4 – 8 | Oliveirense | Centre sportif de la queue d'Arve |

| La Coruña 24 novembre 2012 2ª giornata | Liceo La Coruña | 4 – 4 | Marzotto Valdagno | Pazo dos Deportes de Riazor |

| La Coruña 15 dicembre 2012 3ª giornata | Liceo La Coruña | 8 – 2 | Ginevra | Pazo dos Deportes de Riazor |

| Oliveira de Azeméis 15 dicembre 2012 3ª giornata | Oliveirense | 6 – 10 | Marzotto Valdagno | Pavilhão Dr. Salvador Machado |

| Ginevra 19 gennaio 2013 4ª giornata | Ginevra | 4 – 7 | Liceo La Coruña | Centre sportif de la queue d'Arve |

| Valdagno 19 gennaio 2013 4ª giornata | Marzotto Valdagno | 5 – 3 | Oliveirense | Palalido |

| Ginevra 17 febbraio 2013 5ª giornata | Ginevra | 1 – 7 | Marzotto Valdagno | Centre sportif de la queue d'Arve |

| La Coruña 17 febbraio 2013 5ª giornata | Liceo La Coruña | 6 – 3 | Oliveirense | Pazo dos Deportes de Riazor |

| Valdagno 16 marzo 2013 6ª giornata | Marzotto Valdagno | 7 – 3 | Liceo La Coruña | Palalido |

| Oliveira de Azeméis 16 marzo 2013 6ª giornata | Oliveirense | 11 – 2 | Ginevra | Pavilhão Dr. Salvador Machado |

### Quarti di finale
| Squadra 1       | Totale | Squadra 2         | Andata | Ritorno |
| --------------- | ------ | ----------------- | ------ | ------- |
| Liceo La Coruña | 5 – 7  | Barcellona        | 2 – 2  | 3 – 5   |
| Noia            | 3 – 10 | Benfica           | 3 – 3  | 0 – 7   |
| Reus Deportiu   | 7 – 8  | Porto             | 3 – 2  | 4 – 6   |
| Igualada        | 2 – 6  | Marzotto Valdagno | 2 – 3  | 0 – 3   |

#### Andata
| La Coruña 20 aprile 2013 | Liceo La Coruña | 2 – 2 | Barcellona | Pazo dos Deportes de Riazor |

| Sant Sadurní d'Anoia 20 aprile 2013 | Noia | 3 – 3 | Benfica | Pavelló Olímpic de l'Ateneu Agrícola |

| Reus 20 aprile 2013 | Reus Deportiu | 3 – 2 | Porto | Pavelló Olímpic de Reus |

| Igualada 20 aprile 2013 | Igualada | 2 – 3 | Marzotto Valdagno | Poliesportiu Les Comes |

#### Ritorno
| Barcellona 11 maggio 2013 | Barcellona | 5 – 3 | Liceo La Coruña | Palau Blaugrana |

| Lisbona 11 maggio 2013 | Benfica | 7 – 0 | Noia | Pavilhão da Luz Nº 1 |

| Porto 11 maggio 2013 | Porto | 6 – 4 | Reus Deportiu | Dragão Caixa |

| Valdagno 11 maggio 2013 | Marzotto Valdagno | 3 – 0 | Igualada | Palalido |

### Final Four
Le Final Four della manifestazione si sono disputate presso la Dragão Caixa a Porto dal 1º al 2 giugno 2013.
|  | Semifinali        | Semifinali        | Semifinali |       |         | Finale  | Finale | Finale |  |
|  |                   |                   |            |       |         |         |        |        |  |
|  | Barcellona        | Barcellona        | 4(1)       |       |         |         |        |        |  |
|  | Barcellona        | Barcellona        | 4(1)       |       |         |         |        |        |  |
|  | Benfica           | Benfica           | 4(2)       |       |         |         |        |        |  |
|  | Benfica           | Benfica           | 4(2)       |       | Benfica | Benfica | 6      |        |  |
|  |                   |                   |            |       | Benfica | Benfica | 6      |        |  |
|  |                   |                   | Porto      | Porto | 5       |         |        |        |  |
|  | Porto             | Porto             | Porto      | Porto | 5       | 9       |        |        |  |
|  | Porto             | Porto             |            |       |         |         |        |        |  |
|  | Marzotto Valdagno | Marzotto Valdagno | 7          |       |         |         |        |        |  |